# Geet Sethi
Geet Siriram Sethi (* 17. April 1961 in Delhi, Indien) ist ein professioneller indischer English-Billiards-Spieler und mehrfacher -Weltmeister.

## Karriere

### Anfänge
Geboren wurde Sethi in Delhi, aufgewachsen ist er jedoch in Ahmedabad. Dort ging er zur St. Xavier's School und schloss am gleichnamigen College seine Schulausbildung ab. An der BK School of Management erwarb er den Abschluss des Master of Business Administration (MBA).
Schon früh war Sethi dem Billardspiel verfallen, durfte aber als Kind noch nicht spielen. Erst nachdem die Familie nach Ahmedabad umgezogen war, erhielt er dazu die Erlaubnis. Sein außergewöhnliches Talent und sein Interesse am Billard ließen den Vorstand des lokalen „Gujarat Sports Club“ ihm erlauben, am Mitgliedertisch zu spielen. Dort traf er Satish Menon, einen der erfolgreichsten English-Billiards-Spieler jener Zeit. Menon trainierte anschließend den jungen Sethi und wurde dessen Mentor.
Hauptsächlich war Sethi in seiner Karriere im English Billiards aktiv, er spielte aber auch Snooker.

### Nationale Ebene
1979 gewann Sethi im Alter von 18 Jahren die indische Juniorenmeisterschaft sowohl im English Billiards als auch im Snooker. Damals beherrschten große Namen wie Michael Ferreira und Subhash Agarwal die indische Billardszene, Sethi aber schloss bald zu ihnen auf. 1982 gelang ihm mit 21 Jahren der erste Doppelerfolg. Zuerst gewann er die Junioren-Doppelmeisterschaft und im Anschluss schlug er bei den Senioren Michael Ferreira im Finale der indischen English-Billiards-Meisterschaft. In den Jahren 1985 bis 1988 gewann er vier Mal hintereinander sowohl diese als auch die indische Snooker-Meisterschaft. Dort spielte er 1989 ein Maximum Break. Als erster Amateur, dem dies gelang, bekam er so einen Eintrag ins Guinness-Buch der Rekorde. 1997 und 2007 gewann Sethi erneut die indische English-Billiards-Meisterschaft und wurde 2008 Vizemeister. Im selben Jahr kam er ins Achtelfinale der indischen Snooker-Meisterschaft.

### Internationale Ebene
1984 debütierte Sethi auf internationaler Ebene und gewann die Snooker Professional-cum-Amateur Championship in England und die International Billiards Amateur Championship in Windsor. 1985 gewann er zum ersten Mal die IBSF World Billiards Championship für Amateure. In einem achtstündigen Finale schlug er dort Michael Ferreira. 1986 gewann er dann die English-Billiards-Asienmeisterschaft, ein Jahr später errang er seinen zweiten IBSF-Titel und wechselte danach ins Profilager. Dort gewann er fünf Mal die professionelle Weltmeisterschaft, zwei weitere Male wurde er Vize-Weltmeister. Bei der WM 1992 spielte er einen neuen Weltrekord von 1.276 Punkten, der 15 Jahre Bestand hatte.
Bei den Asienspielen 1998 holte er zusammen mit Ashok Shandilya die Goldmedaille im Doppel, Silber folgte 2002 und Bronze 2006, wieder mit Ashok Shandilya im Doppel. Daneben siegte er 2001 noch einmal bei der IBSF World Billiards Championship, in den folgenden Jahren folgten bei der Amateur-Weltmeisterschaft noch vier Vize-Weltmeister-Titel. Daneben hatte Sethi auch bei kleineren Turnieren Erfolg. So gewann er zusammen mit Devendra Joshi und B. V. S. Murthy Anfang der 2000er ein Snooker-Team-Turnier in den USA. 2007 siegte er bei der Irish Open Billiards Championship, im Jahr 2008 bei der English Billiards Open Series in Prestatyn. Im selben Jahr war er unterlegener Finalist bei der Senioren-Snooker-Amateurweltmeisterschaft.

## Privates
Bis heute wohnt Sethi mit seiner Frau und den gemeinsamen Kindern in Ahmedabad. Dort arbeitet er als Manager bei „Tata Oil Mills“. Zudem ist er bei Olympic Gold Quest involviert, einem Projekt, das Sportler fördert, die das Potential haben, bei Olympischen Spielen Medaillenplätze zu erringen. Sethi ist Autor des Buches „Success vs. Joy“, das sich mit Gedankenkontrolle und Motivation befasst.

## Erfolge

### English Billiards
- English-Billiards-Weltmeisterschaft (professionel): Sieger 1992, 1993, 1995, 1998, 2006 • Zweiter 1996, 2008 • Dritter 1994, 2002, 2007
- IBSF World Billiards Championship (Amateur): Sieger 1985, 1987, 2001 • Zweiter 2002 (Zeitformat), 2003 (Punkteformat), 2005 (Zeitformat), 2008 (Punkteformat)
- Asienspiele: Sieger 1998 • Zweiter 2002 • Dritter 2006
- English-Billiards-Asienmeisterschaft: Sieger 1986
- Indische English-Billiards-Meisterschaft: Sieger 1982, 1985, 1986, 1987, 1988, 1997, 1998
- International Billiards Amateur Championship: Sieger 1984

### Snooker
- Indische Snooker-Meisterschaft: Sieger 1985, 1986, 1987, 1988
- Snooker Professional-cum-Amateur Championship: Sieger 1984

## Auszeichnungen
- Padma Shri: 1986
- Arjuna Award: 1986
- Rajiv Gandhi Khel Ratna Award: 1992–1993
- K.K. Birla Award: 1993

## Veröffentlichungen
- Geet Sethi, Sunil Agarwal: Success vs Joy. 20:20 Media, 2004, S. 225 (englisch).[3]